# Lars Calonius
Lars Erik Calonius, född 8 september 1916 i Finland, död 23 juni 1995 i Los Angeles, var en finsk-född amerikansk animatör och animationsregissör.

## Biografi
Han började som animatör på Walt Disney Animation Studios 1935 där han bland annat kom att jobba ihop med Disney-animatören Frank Thomas som assistent.
Efter andra världskriget flyttade Calonius till New York och grundade en egen filmstudio; Lars Calonius Productions Jr. med inriktning på reklamfilmer. Bland annat producerades reklamfilmer för cigarettmärken och livsmedel. Filmerna förekom både i form av tecknad film och stop motion.
Han regisserade den tecknade filmen Trolltyg i tomteskogen 1980 tillsammans med animatören Jack Zander, som blev Calonius sista filmprojekt.

## Filmografi
- 1938 – Kalle Anka spelar golf[7]
- 1939 – Kalle Anka badar[7]
- 1940 – Pinocchio[4]
- 1941 – Fantasia[8]
- 1941 – Dumbo[9]
- 1942 – Bambi[10]
- 1949 – Det susar i säven & Ichabods äventyr[10]
- 1952 – Duck and Cover[4]
- 1973 – Fantastiska Wilbur[7]
- 1980 – Trolltyg i tomteskogen[6]